# Scotophaeus meruensis
Scotophaeus meruensis är en spindelart som beskrevs av Albert Tullgren 1910. Scotophaeus meruensis ingår i släktet Scotophaeus och familjen plattbuksspindlar. Inga underarter finns listade i Catalogue of Life.